# Joseph Charles Arthur
Pour les articles homonymes, voir Joseph Arthur (homonymie) et Arthur.
Joseph Charles Arthur est un botaniste et un  mycologue américain, né le 11 janvier 1850 à Lowville (New York) et mort le 30 avril 1942. Pour désigner Joseph Charles Arthur comme l'auteur en citant le nom botanique, est utilisée l'abréviation d'auteur Arthur.

## Biographie
Joseph Charles («JC») Arthur est né à Lowville, New York, le 11 janvier 1850. Au début de son enfance, sa famille a déménagé dans une ferme près de Charles City, Iowa, où il a grandi.
Il étudie à l’université d'État de l'Iowa de 1872 à 1877, et décide de s’orienter vers la botanique avoir suivi un cours auprès de Charles Edwin Bessey (1845-1915).
Il devient assistant en botanique à l’université du Wisconsin en 1879. En 1880, il passe quelques mois à l’université Johns-Hopkins où il assiste aux cours de William Gilson Farlow (1844-1919). Il consacre ses vacances d’été à étudier à Harvard où il fait la connaissance d’Asa Gray (1810-1888), de John Merle Coulter (1851-1928) et de Charles Reid Barnes (1858-1910).
En 1884, il devient botaniste à la station agricole expérimentale de Geneva (New York). Après avoir obtenu son Ph. D. à l’université Cornell (1886), il devient professeur de botanique à l’université Purdue (1887), puis professeur de physiologie végétale et de pathologie dans cette même université (1888) tout en étant botanique à la station expérimentale de l’Indiana.
Il se consacre à l’étude de la rouille.

## Vie privée
Arthur a épousé Emily Stiles Potter de Lafayette (Indiana) en 1901 et ils ont vécu ensemble jusqu'à sa mort en 1935.
Ses intérêts s'étendent également à la musique. Sa première a été Vive Purdue.
Arthur est décédé en 1942 à Brook (Indiana). Il est enterré à Lafayette.

## Hommages

### Espèces de champignons nommés d'après J. C. Arthur
- 1931 : Arthurella
- 1936 : Arthuria
- 1983 : Arthuriomyces

## Liste partielle des publications
- 1886 : avec John Merle Coulter et Charles Reid Barnes, Handbook of plant dissection[3] (Holt, New York).

## Source
- Edwin Butterworth Mains (1942). Joseph Charles Arthur (1850-1942), Mycologia, 34 (6) : 601-605.